# Firaun (Palestyna)
Firaun (arab. فرعون; pol. Faraon) – palestyńska wioska położona w muhafazie Tulkarm, w Autonomii Palestyńskiej.
Leży w zachodniej części Samarii, w otoczeniu miasta Tulkarm, oraz wioski Izbat Szufa. Na zachód i południe od wioski przebiega mur bezpieczeństwa oddzielający Izrael od Autonomii Palestyńskiej. Po stronie izraelskiej znajduje się miasto At-Tajjiba i moszaw Sza’ar Efrajim.

## Historia
29 listopada 1947 roku Zgromadzenie Ogólne Organizacji Narodów Zjednoczonych przyjęło Rezolucję nr 181 w sprawie podziału Palestyny na dwa państwa: żydowskie i arabskie. Tutejsze tereny miały znajdować się w państwie arabskie i w wyniku wojny o niepodległość w 1948 znalazły się pod okupacją Jordanii.
Podczas wojny sześciodniowej w 1967 ziemie te zajęły wojska izraelskie. Po zawarciu w 1994 porozumień z Oslo tereny te znalazły się w Autonomii Palestyńskiej w obszarze o statusie „A” (są to tereny pozostające pod kontrolą palestyńską).
W styczniu 2002 Izraelczycy rozpoczęli budowę muru bezpieczeństwa, który w tym rejonie ma postać bariery o szerokości 70 metrów zbudowanej z drutów kolczastych, płota z urządzeniami elektronicznymi i kamerami, drogi dozorowej oraz rowów zaporowych. Budowę zakończono w 2003.

## Demografia
Według danych Palestyńskiego Centrum Danych Statystycznych, w 2007 w wiosce żyło 3 280 mieszkańców.

## Gospodarka
Gospodarka wioski opiera się na rolnictwie, sadownictwie i hodowli owiec.

## Komunikacja
Na zachód od wioski przebiega autostrada nr 6, brak jednak możliwości bezpośredniego wjazdu na nią. Z wioski wyjeżdża się na wschód na drogę nr 574 , którą jadąc na północ można dojechać do miasta Tulkarm, lub jadąc na południe po minięciu izraelskiego punktu kontrolnego i przejechaniu tunelem pod  drogą nr 557  można dojechać do wioski al-Ras. Droga nr 5615 prowadzi na wschód do wioski Izbat Szufa.
W murze bezpieczeństwie udostępniono dla rolników z wioski Firaun bramę nr 708, która jest położona na zachód od wioski. Rolnicy mogą tą drogą dostać się do swoich pól i sadów oliwnych znajdujących się po izraelskiej stronie granicy.